# Militärisches Planspiel
Ein militärisches Planspiel (bedeutungsähnlich auch Militärische Simulation oder Konfliktsimulation) ist das Durchspielen einer militärischen Planung. Die Methode dient sowohl zur Bewertung militärischer Operationen, unabhängig von deren tatsächlicher Ausführung, als auch zur Ausbildung von Offizieren.

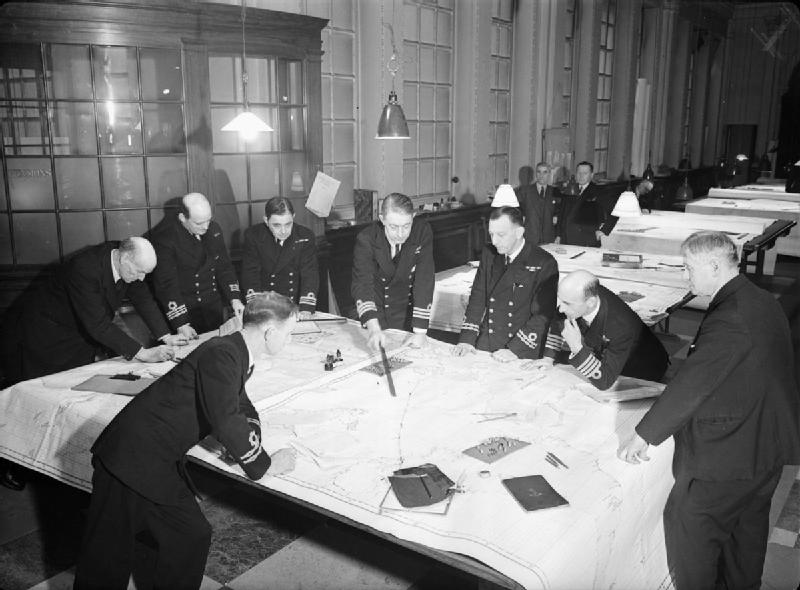
Ein Team von Offizieren der Royal Navy in einem Planspiel während des Zweiten Weltkriegs

## Begriff und Zweck
In der militärischen Anwendung wurde der Begriff nach dem Zweiten Weltkrieg bewusst von der Bundeswehr gewählt, um Missverständnisse im Zusammenhang mit Zweck und Zielsetzung zu vermeiden, obwohl die Vorgehensweise weitgehend mit der Methode der klassischen Kriegsspiele übereinstimmt. Durch die neuzeitliche Verwendung von Computern, Simulationsmodellen und Verfahren der Operations Research und der militärischen Systemanalyse haben sich Planspiele für vielfältige Zwecke vorteilhaft anwenden lassen. Dabei werden geplante militärische Operationen unter Verwendung von geplanten Strukturen, im Rahmen eines Szenariums durchgespielt und dadurch auf Funktionsfähigkeit erprobt und nach Möglichkeit verbessert. Die entwickelten Verfahren können für Planübungen eingesetzt werden, vielfach als CAX (Computer Assisted Exercises) bezeichnet. Der Zweck von Planübungen ist die Ausbildung und die Einübung von Fertigkeiten in vielen Funktionen der Streitkräfte. Planspiele können als Berechnungsexperimente, geschlossene oder interaktive Simulationen oder Gefechtssimulationen bezeichnet werden. In der Bundeswehrplanung sind sie wesentlicher Teil der Concept Development & Experimentation (CD&E) Vorgehensweise.
Im englischen Sprachraum wird das Planspiel als wargame, military simulation, serious game, und manchmal noch als „Kriegsspiel“ bezeichnet.

## Geschichte
Sicherlich haben frühzeitig große Heerführer ihre geplanten Operationen vor Ausführung zumindest gedanklich durchgespielt. Erste schriftliche Hinweise sind bei SunTzu zu finden. Auch eine Reihe von Brettspielen haben ihren Ursprung in klassischen Kriegsspielen. In der Neuzeit haben Johann Christian Ludwig Hellwig (1780) und Baron von Reisswitz (1824) und andere das Kriegsspiel systematisiert. Es ist unbestritten, dass die Technik des militärischen Planspiels weitgehend von preußischen/deutschen Offizieren bis zum Zweiten Weltkrieg entscheidend und mit großem Erfolg entwickelt und angewendet wurde. Die Methoden wurden von vielen militärischen Akademien zur Ausbildung und Übung und in militärischen Stäben im Rahmen der Operationsplanung eingesetzt.
In Deutschland wurde die Operationsplanung mit Hilfe der Planspiele (Kriegsspiele) seit dem preußisch/österreichischen (1866) und deutsch/französischen Krieg (1870–71) vorbereitet. Ein typisches Beispiel ist die Planung der Schlacht bei Tannenberg (1914). Vor dem Zweiten Weltkrieg konnten die sehr erfolgreichen ersten Operationen durchgespielt werden, während des Krieges wurden Operationen mit Planspielen vorbereitet und vereinzelt direkt in der Realität verwendet.(1944)
Mit dem Aufbau der Bundeswehr konnten zunächst nur auf klassische Art, zum Zweck der Übung und im Rahmen der NATO, Planspiele durchgeführt werden (WINTEX/FALLEX-Übungen). Erste systematische Untersuchungen und Analysen mit Hilfe der Methoden des Operations Research und zum Zwecke der Gestaltung ausgewogener Strukturen der Luftwaffe und des Heeres zeigten schnell, dass nur der Einsatz von Simulationsexperimenten mit den inzwischen verfügbaren Großrechnern Lösungen bringen würde. In der IABG (Industrie Anlagen Betriebsgesellschaft) wurde daher ab 1970 ein Planspielzentrum im Auftrag des Verteidigungsministeriums eingerichtet, in dem in gemischten wissenschaftlich-militärischen Arbeitsgruppen die Simulationsmodelle entwickelt und für Analysen und Planungen eingesetzt werden konnten. Die Modelle wurden in der Folge für den Einsatz in Planübungen angepasst und entsprechend verwendet. In neueren Entwicklungen werden die Simulationsmodelle mit entsprechenden Verfahren der Verbündeten bilateral oder im Rahmen der NATO verbunden. Bis 1992 waren Szenarien in direktem Bezug zum Verteidigungsauftrag der Bundeswehr und entsprechender Operationsplanung die Grundlage der Simulationen, ab 1992 und nach der Auflösung des Warschauer Paktes wurden Szenarien des Auslandseinsatzes, der Logistik, und Ausbildung zunehmend wichtig.
Die Entwicklung der Verfahren kann in evolutionären Stufen gesehen werden. In einer ersten Generation, etwa bis 1970, wurden Relief- und Kartenmodelle verwendet, die vereinzelt durch erste Computermodelle auf Großrechenanlagen unterstützt wurden. Zu erwähnen sind hier ein Forschungskriegsspiel „FORKS“ und ein Operations Research Modellsystem „OPS“. FORKS zielte auf die Untersuchung von neuen Brigadestrukturen des Heeres auf der Basis von Daten, die durch systematische Befragung von erfahrenen Offizieren des Zweiten Weltkrieges ermittelt wurden. OPS wurde zunächst entwickelt, um Strukturen der Luftstreitkräfte zu untersuchen. Es konnte in einer Bundeswehrplanübung 1970 die Potentiale und Möglichkeiten von Computermodellen und Simulationen demonstrieren. Wichtige Ergebnisse dieser ersten Generation waren:
- Die Anwendung von Computermodellen und Simulationen führt zu wesentlichen Verbesserungen in der Qualität der Ergebnisse und zur Beschleunigung der Untersuchungen.
- Die Untersuchung verschiedener Probleme des integrierten Luft- und Landkrieges ist nur möglich durch den Aufbau einer Hierarchie an Modellen um alle Prozessebenen einer Verteidigungsplanung abzudecken.
- Da Planspiele mit interaktiver Teilnahme von Menschen zur Entscheidungsfindung und Führung relativ aufwendig sind, müssen Führungsmodule entwickelt werden, um zu einem geschlossenen Ablauf der Simulation zu kommen. Dies ist erforderlich, um vielfältige Alternativen in der langfristigen Planung abdecken zu können („iterative Modellanwendung“).

Dies führte in der nächsten Generation bis 1975 zur systematischen Entwicklung eines Planspielkonzeptes und einer Modellfamilie. Das FORKS wurde „computerisiert“ zu COFORKS, OPS wurde weiterentwickelt zu „RELACS“ („Real Time Land Air Conflict Simulation“), um integrierte Luft-Landkriegsuntersuchungen zu ermöglichen, und „KORA“ (Korps-Rahmen) wurde neu geschaffen um, Heeresstrukturen im Korpsrahmen zu analysieren.
In der Generation bis 1980 wurden die Modelle KORA weiterentwickelt, RELACS wurde durch TALCS („Tactical Air Land Conflict Simulation“) ersetzt und es wurde eine spezielle Betriebssoftware „BASIN“ geschaffen, die die Erfordernisse interaktiver Simulationsmodelle, die Verwaltung umfangreicher und komplexer Datenbestände und die Auswertung der Simulationsexperimente erfüllte. Dadurch konnten erhebliche Erleichterungen bei der Programmierung und der Organisation der Software erreicht werden.
In den folgenden Jahren bis 1985 und 1990 wurde TALCS durch „AGATHA“(„Allied Ground Air Theater Analysis“) abgelöst, da die NATO-Verbündeten in Mitteleuropa in den Simulationen voll eingespielt wurden. KORA (-OA) wurde im Verbund mit weiteren Softwaremodulen in verschiedenen Versionen weiterentwickelt, zunehmend in Planübungen eingesetzt und als Komponente des Heeres-Führungssystems geplant.
Neben den laufenden Planübungen, die mit den Modellen und Simulationen unterstützt wurden (Bundeswehrplanübungen, WESTEX-Übungen der Führungsakademie der Bundeswehr, Korps-Übungen, Gefechtssimulationen im Rahmen der Ausbildung) konnten wichtige Untersuchungen zur Struktur der Streitkräfte, sowie Wirksamkeit und Mischung der Waffensysteme für das Verteidigungsministerium durchgeführt werden. Außerdem wurden die deutschen Vertreter in internationalen Programmen durch analytische Zuarbeit und Argumentation unterstützt. Zu nennen sind hier die MBFR-Verhandlungen („Mutual Balanced Force Reduktion“) in Wien (1972), die laufenden deutsch-amerikanischen Generalstabsbesprechungen, das ECAP-Projekt („European Conflict Analysis Project“) und während des Zerfalls des Warschauer Paktes (1989–1993) die JOSIM-Seminare („Joint Simulation“). In JOSIM wurden mehrere Planspiele in wechselnden Zusammensetzungen mit Teilnehmern der militärischen Planungsstäbe aus der Sowjetunion, USA, Großbritannien, Frankreich und Deutschland durchgeführt, um zur Vertrauensbildung und zum Datenaustausch während der Beendigung des sogenannten „kalten Krieges“ beizutragen.
In den Folgejahren verlagerte sich das Interesse zunehmend auf die neuen Aufgaben der Bundeswehr mit Auslandseinsätzen und Unterstützung der NATO-Verbündeten. Die Verfahren wurden nur noch für Planübungen und für die Ausbildung eingesetzt. Seit 1998 wurde die NATO-Initiative zur Entwicklung gemeinsamer Standards und Schnittstellen für Modelle und Simulationen unterstützt und ein Bereich CD&E („Concept Development & Experimentation“) beim damaligen Amt für Transformation (jetzt Planungsamt) der Bundeswehr eingerichtet.
Parallel zur IABG wurden seit 1980 in der Universität der Bundeswehr in München und in einigen größeren Industriebetrieben Modelle entwickelt, um die Lehre zu unterstützen und um hauseigene Produkte zielgerichtet zu entwerfen.
Die hier dargestellten Entwicklungen decken in etwa nur den deutschsprachigen Raum ab. In der NATO und in einigen Ländern (insbesondere USA, UK, Norwegen, Schweden, Niederlande, Frankreich) gibt es eine lange und intensive Entwicklung und Anwendung der Planspiele im Rahmen und für Zwecke der jeweiligen Streitkräfte.

## Methode des Planspiels
Die Methode des Planspiels ist die virtuelle Betrachtung oder Untersuchung eines Systems oder einer Operation in der Zukunft. Da das System noch nicht existiert, kann es nur virtuell anhand eines Modells simuliert werden. Diese Simulation entspricht einem realen Experiment, welches jedoch nicht möglich ist, da das System in der Zukunft liegt, oder weil es zu aufwändig ist, um damit zu experimentieren. Das virtuelle Experiment ist jedoch durch einen sogenannten experimentellen Rahmen mit dem realen Experiment logisch und gedanklich verknüpft. Dieser experimentelle Rahmen entspricht dem Szenarium der Simulation.

### Szenarium
Da einem Planspiel im Prinzip eine Planung oder ein Plan, der gespielt/simuliert werden soll, zugrunde liegt, ist immer die Orientierung in Richtung Zukunft wichtig. Es können zwar Erkenntnisse und modulare Bausteine der Vergangenheit genutzt werden, eine Planung ist immer zukunftsgerichtet. Um Pläne zu untersuchen, müssen das Umfeld, die Zielsetzung sowie die verfügbaren Mittel definiert werden. Wichtig ist vor allem der Zeithorizont der Planung. Reale Situationen, die zum gegenwärtigen Zeitpunkt existieren, können relativ präzise definiert und beschrieben werden. In einem mittleren, überschaubaren Zeitabschnitt können Mittel als verfügbar angenommen werden, die unterschiedlich in den Operationen eingesetzt werden. In längeren Zeithorizonten werden Strukturen untersucht, bei denen ein großer Gestaltungsspielraum vorliegt und vielfältige Szenarien angenommen werden können. Je weiter in der Zukunft geplant werden muss, umso größer wird die Anzahl möglicher und anzunehmender Situationen und gleichzeitig die Unsicherheit realistischer Annahmen.

### Modell und Simulation
Ein Planspiel entspricht einer in der Realität angenommenen oder denkbaren Operation in einem Szenarium. Das Planspiel wird dabei von einem Anwender, Experimentator oder einer Kontrollgruppe aufgebaut, kontrolliert und ausgewertet. Im Planspiel können teilweise die menschlichen Funktionen durch Menschen wahrgenommen werden. Dies entspricht der klassischen Anwendung und der Bedeutung eines „Spieles“ und wird auch als „interaktive Simulation“ bezeichnet. Die Operation wird in Form von Regeln, als Plan oder als Spielmodell definiert. Da ein Planspiel eine Simulation und die Simulation die Anwendung eines Modells ist, kann das Planspiel auf der Basis der Modell- und der Simulationstheorie beschrieben und klassifiziert werden.

### Planspiel als Modell
Die Allgemeine Modelltheorie nach Stachowiak beschreibt die wesentlichen Eigenschaften von Modellen. Modelle sind semantische Gedankenmodelle (Gedankenexperimente), physische Modelle (Flugmodelle) oder mathematische Modelle auf Computern (Berechnungsexperimente). Einige, allen Modellarten gemeinsame Eigenschaften sind:
- Relation zwischen Modell und Original
- Verkürzung gegenüber dem Original
- Zweck eines Modells

Modelle sind Substitutionen eines bereits existierenden Originals oder eines noch zu schaffenden, neuen Konstruktes, in unserem Fall eines Planes. Die Differenzierung zwischen der Abbildung eines in der Realität existierenden Originals durch ein Modell oder der Vorbildung eines noch nicht existierenden, zu konstruierenden Objektes oder Systems ist wichtig für die Beurteilung. Die Vorbildung entspricht dem Prozess der Synthese oder der Gestaltung neuer Konstrukte. Die Vorbildungsrelation beschreibt die Art, wie die Eigenschaften des Konstruktes durch die Eigenschaften des Modells wiedergegeben werden. Das Planspiel ist demnach eine Vorbildung eines neuen, oder weiter entwickelten Systems oder ein Mittel zur Prognose des Verhaltens von Systemen zur Planung, Gestaltung und Systemsynthese. Im Idealfall ist das Modell die zum jeweiligen Zeitpunkt bestehende bestmögliche Realisation eines Planes. Eine Verifikation, Validierung und mögliche Akzeptanz basiert auf im Sinne einer Zielsetzung zufriedenstellende Experimente.
Die Verkürzung von Modellen besagt, dass die Eigenschaften der Originale oder der Konstrukte nicht vollständig im Modell wiedergegeben werden. Das Modell repräsentiert nur die Eigenschaften, die für den Anwender des Modells relevant, geeignet oder sensitiv erscheinen. Durch diese Verkürzung wird ein System mittels des Modells manipulierbar und vielfach erst mit vertretbarem Aufwand untersuchbar. Der Grad der Verkürzung des Planspiels im Verhältnis zur Realität ist dabei umso geringer, je mehr Aufwand getrieben werden kann. Welches Verhältnis zwischen Aufwand und Verkürzung angemessen und anzustreben ist, hängt in jedem Einzelfall von vielen Faktoren ab. Ein wesentlicher Faktor ist der beabsichtigte Anwendungszweck des Planspiels.
Die Zweckgebundenheit von Modellen bedeutet, dass Modelle nur gültig sind für bestimmte Modellanwender, zu bestimmten Zeiten und unter bestimmten geistigen und realen Einschränkungen. Modelle werden nur entwickelt und angewendet, um bestimmte Ziele oder Motive der Modellanwender zu erfüllen. Nur unter Berücksichtigung dieser Zielsetzung kann ein Modell beurteilt, akzeptiert oder verworfen werden.

### Planspiel als Simulation
Für Planspiele gelten die wesentlichen Eigenschaften der Simulation:
- Experiment
- Dynamik
- Bestimmtheit
- Reale Komponenten

#### Experiment
Die Simulation ist die Durchführung eines Experimentes mit einem dafür geschaffenen Versuchsaufbau oder einem Modell. Die Methoden und Prinzipien der wissenschaftlichen/technischen Experimente sind bei der Simulation voll anwendbar, wenn die Simulation analogen Zielen dienen soll. Die Akzeptanz der Ergebnisse ist bestimmt durch die Rahmenbedingungen, die Zielsetzung und die Möglichkeit zur Reproduktion und die Nachvollziehbarkeit der Ergebnisse. Auch für ein Planspiel ist die experimentelle Systematik, mit der es vorbereitet, durchgeführt und ausgewertet wird, bestimmend für die Qualität der Ergebnisse:
- Geringe Systematik verbunden mit einer zu kleinen Stichprobe für die Auswertung und die Interpretation der Ergebnisse ohne Berücksichtigung der Randbedingungen. Für Testzwecke, Übungen, Demonstrationen, Unterhaltung oder ähnliche Anwendungen ist dies meistens ausreichend.
- Größere Systematik im Sinne wissenschaftlicher Experimente, wobei die Reproduzierbarkeit der Ergebnisse eine große Rolle spielt.

#### Dynamik
Bei der Durchführung von Simulationen und Planspielen ist die Zeit immer die einzige unabhängige Größe. Von einem Anfangszustand ausgehend werden Zustandsgrößen dynamisch über die Zeit verändert, bis ein Endzustand erreicht wird. Die Zustandsveränderung kann zeitlich kontinuierlich in gleichen Schritten (Zeitschrittfolge), oder zu bestimmten Ereignissen (Ereignisfolge) erfolgen. Bei Planspielen ist die Synchronisation der Simulationszeit mit der Realzeit häufig wichtig, da die Leistung der realen Komponenten im Planspiel, der Spielteilnehmer, mehr durch die Realzeit als durch die Simulationszeit bestimmt ist. Aus der Art der dynamischen Kontrolle des Ablaufs ergibt sich:
- Das Zeitschrittfolgespiel mit einer kontinuierlich erhöhten Spielzeit mit Dehnung oder Kontraktion im Verhältnis zur Realzeit. Im Sonderfall sind die Spielzeit und die Realzeit synchron. Die Zeitschritte werden als Spielzyklus bezeichnet.
- Das Ereignisfolgespiel mit einem Zeit Sprung bei Eintreten von bestimmten Ereignissen, die ein Eingreifen der Spielteilnehmer erforderlich machen. Eine Synchronisation der Spielzeit und der Realzeit ist möglich, jedoch wird dabei die übergeordnete zeitliche Kontrolle durch eine kontinuierlich laufende Uhr erfolgen müssen.

#### Bestimmtheit
Die Bestimmtheit der Zustände des simulierten Systems ist davon abhängig, inwieweit Zufallseinflüsse unmittelbar berücksichtigt werden. Die Simulation produziert bei identischen Anfangszuständen unterschiedliche Endzustände, das Ergebnis ist nicht bestimmt. Es lässt sich nur statistisch auf der Basis einer genügend großen Stichprobe in wiederholten Simulationen ermitteln. Man spricht von einer stochastischen Simulation. Wenn alle Abläufe in der Simulation jedoch voll determiniert sind liegt eine bestimmte oder deterministische Simulation vor. Wiederholte Simulationsläufe produzieren gleiche Endzustände. Die Bestimmtheit im Planspiel ergibt sich aus der Funktion der Spielteilnehmer und der Art des Spielmodells und der Spielregeln. Sie ist jedoch grundsätzlich stochastischer Natur:
- Wenn die Spielteilnehmer eine steuernde Funktion, einen relativ großen Entscheidungsspielraum und ein großes Repertoire an sinnvollen Entscheidungsalternativen haben, wird der stochastische Einfluss durch die Spielteilnehmer verursacht. Dieser Einfluss kann durch ein stochastisches Spielmodell noch vergrößert werden.
- Wenn die Spielteilnehmer eine Regelfunktion haben, müssen sie die durch das stochastische Spielmodell erzeugten Zufälligkeiten im Sinne einer vorgegebenen Zielsetzung auszuregeln versuchen. Obwohl das Spielmodell stochastisch arbeitet, kann dies zu überraschend bestimmten Ergebnissen führen.

Zur Auswertung von Planspielen muss von einer statistisch relevanten Stichprobe ausgegangen werden. Diese kann durch eine genügend große Reproduktion von Endzuständen, wenn nur diese ausgewertet werden sollen, oder durch die Menge von im Planspiel entstandenen Einzelsituationen und Zwischenzuständen gegeben sein. Im letzteren Fall sind nur wenige Planspiele erforderlich.

### Reale Komponente
Es wird unterschieden zwischen einer interaktiven Simulation, bei der Menschen in den Ablauf durch Entscheidungen, Veränderung von Daten usw. eingreifen und einer geschlossenen Simulation, die vom Anfangszustand bis zum Endzustand vollständig automatisch auf einem Computer abläuft. Die interaktive Simulation hat den Vorteil, dass viele Aktionen, Entscheidungen oder Regeln, die in der Realität durch Menschen wahrgenommen werden, sehr viel realistischer in der Simulation dargestellt werden können. Der Nachteil besteht im sehr viel höheren Aufwand im Vergleich zur geschlossenen Simulation, die es ermöglicht, eine große Stichprobe in kurzer Zeit zu erarbeiten. Da jedoch in den sehr komplexen Situationen einer militärischen Operation die menschlichen Entscheidungsprozesse nur unvollständig durch automatische Regeln dargestellt werden können, ist unter Umständen der Rückgriff auf interaktive Simulationen und Planspiele erforderlich.
Die menschliche Komponente in einem Planspiel ist in den Ablauf integriert, wobei die Menschen die gleichen Funktionen übernehmen, die sie in der Realität wahrnehmen würden. Die Organisation der Personen im Spiel kann auf vielfältige Weise erfolgen, sollte jedoch dem Zweck des Spiels, dem zu treibenden Aufwand und dem realen System entsprechen. Da der personelle Aufwand immer eine einschränkende Bedingung ist, wird mit der Verfügbarkeit moderner Rechnerhilfsmittel die menschliche Komponente durch geeignete Software unterstützt. Dadurch werden die Spielteilnehmer von manuellen und zeitraubenden Tätigkeiten im Spielablauf entlastet und können sich voll auf ihre eigentlichen Entscheidungsfunktionen konzentrieren. Diese Rechnerhilfen können analog zu den in realen Systemen ebenfalls auf Computern verfügbaren Führungs- und Informationssystemen gesehen werden. Aus der Art der menschlichen Spielteilnahme ergeben sich folgende Planspielklassen:
- Bei einem Einparteienspiel arbeitet ein Spieler gegen oder mit einem Spielmodell, das auf einem Computer abläuft. Diese Art der Spiele ist durch die weite Verbreitung der Computer für die reine Unterhaltung sehr bekannt geworden.
- Das Zweiparteienspiel ist insbesondere im militärischen Bereich weitgehend eingeführt, wobei jedoch die Parteien in verschiedenen Gruppen und Teams, der Führungsorganisation entsprechend, kooperieren müssen.
- Bei Mehrparteienspielen wird am Anfang von vielen Parteien ausgegangen, die jedoch im Verlauf des Spieles kooperieren können.

Im militärischen Bereich und bei angenommenen Gefechtssituationen sind mindestens zwei von den Menschen im Spiel wahrzunehmende Ziele oder Motive entgegengesetzt. In manchen Anwendungen ist die Zielsetzung eines Planspiels, die Umstände einer Kooperation zu gestalten. In diesem Zusammenhang können folgende Planspielarten gesehen werden:
- Ein verdecktes Spiel erlaubt keine Einblicknahme in die Absichten und Handlungsalternativen eines Gegners. Alle Möglichkeiten der Tarnung, Täuschung und Überraschung können Gegenstand des Spieles sein. Andererseits besteht die Notwendigkeit, ebendiese Aktionen des Gegners durch geeignete Aufklärung aufzudecken. Durch die Vielfalt an Alternativen für die Spielparteien ergibt sich ein relativ großer Aufwand in der Spieldurchführung.
- Ein offenes Spiel hat dagegen mehr analytischen Charakter. Die Spielzüge werden durch die bessere Kenntnis über die Lage und den Handlungsspielraum des Gegners qualitativ besser. Die Spielteilnehmer gewinnen auf diese Weise einen größeren Einblick in die Gesamtsituation und sind besser vorbereitet auf verdeckte Lagen, da Überraschungen nicht mehr so leicht möglich sind. Die Planspiele sind darüber hinaus leichter durchzuführen und erfordern weniger Aufwand.

Neben den menschlichen, realen Komponenten können Hardware und/oder Software in Kombination mit Planspielen eingesetzt und erprobt werden. Insbesondere die Entwicklung der Führungssysteme hat vorteilhaft durch die Nutzung der Planspielmethodik profitiert.

## Zielsetzung
Die Zielsetzung eines Planspiels bestimmt die Ausgestaltung und Beurteilung der Ergebnisse.

### Experiment
Das ursprüngliche und primäre Ziel eines Planspiels ist es, wie es sich aus dem Begriff ergibt, den Plan einer Operation oder eines Vorhabens zu testen, auf Funktionsfähigkeit zu prüfen und nach Verbesserungsmöglichkeiten zu suchen.
Der Grundgedanke der experimentellen Methode ist die Variation der Versuchsbedingungen und die Feststellung der daraus resultierenden Wirkungen, um Rückschlüsse auf bestimmte Eigenschaften des Untersuchungsobjektes zu ziehen. Die ständig komplexer werdenden Systeme und Strukturen der Streitkräfte mit vielfältigen Funktionen in schwierigen Szenarien erfordern ihre systematische Untersuchung, damit auf den Erkenntnissen aufbauend eine Verbesserung angestrebt werden kann. Das Planspiel als Mittel zur Gestaltung der bestmöglichen Verwendung vorhandener Mittel wird insbesondere eingesetzt, um Einsatzpläne zu testen und zu verbessern. In der Sicherheitspolitik werden strategische Konzepte mit Hilfe von Planspielen entwickelt und überprüft, um auf mögliche Konflikte besser vorbereitet zu sein.
Das Planspiel wird mit als Instrument genutzt, um Verhaltensweisen der Menschen einzeln und in Gruppen zu erforschen. Ein wichtiger Anwendungsbereich ist die Konfliktforschung, um die grundlegenden Phänomene, die zu Konflikten führen, zu erkennen und dadurch eventuell besser zu beherrschen.

### Ausbildung
Das Planspiel als Ausbildungsinstrument ist im militärischen Bereich als Planübung bekannt. Es hat in anderen Ausbildungsbereichen inzwischen seinen hohen pädagogischen Wert bewiesen. Der Spieltrieb ist insbesondere bei Verwendung moderner audiovisueller Hilfsmittel ein großer Anreiz zum aktiven Lernen und Teilnehmen. Im Spiel wird unmittelbar Erfahrung gesammelt, die sonst nur in realen Systemen möglich ist. In technischen Systemen wird dieser Effekt durch Einsatz von Simulatoren genutzt.

### Konfliktlösung
Das Planspiel kann als Hilfsmittel zur Auflösung existierender Konflikte dienen. Vereinzelte militärpolitische Anwendungen zeigen, dass mit Hilfe von Planspielen schwierige Verhandlungen zu komplexen, kontroversen Sachverhalten zu allseits befriedigenden Ergebnissen führen. Hier ist eine mögliche Chance für die Verhandlungen zur Rüstungskontrolle und zur Begleitung von Friedensverhandlungen zu sehen. Die zivile Rechtsprechung und die Mediation hat in mancher Beziehung den Charakter eines Planspiels, indem von einem Streitfall ausgehend durch die Anwälte (Spielpersonen) nach festen Regeln und unter Leitung eines Richters oder Mediators ein Kompromiss angestrebt wird. Hier führt die virtuelle Auseinandersetzung, im Sinne eines Planspiels zu einer hohen Befriedung und Sicherheit im menschlichen Zusammenleben.

### Führungssystem
Das Planspiel als Bestandteil von modernen Führungssystemen bietet die Möglichkeit, dieses Führungssystem unter extremer Belastung zu testen, zu überprüfen und auf Schwachstellen zu untersuchen. Außerdem kann die menschliche Komponente im Führungssystem trainiert und auf Ausnahmesituationen vorbereitet werden. Für Planspiele entwickelte, und damit erprobte Hilfsmittel haben sich als wichtige Komponenten moderner Führungssysteme für die Streitkräfte ergeben.